# Anton Sahm

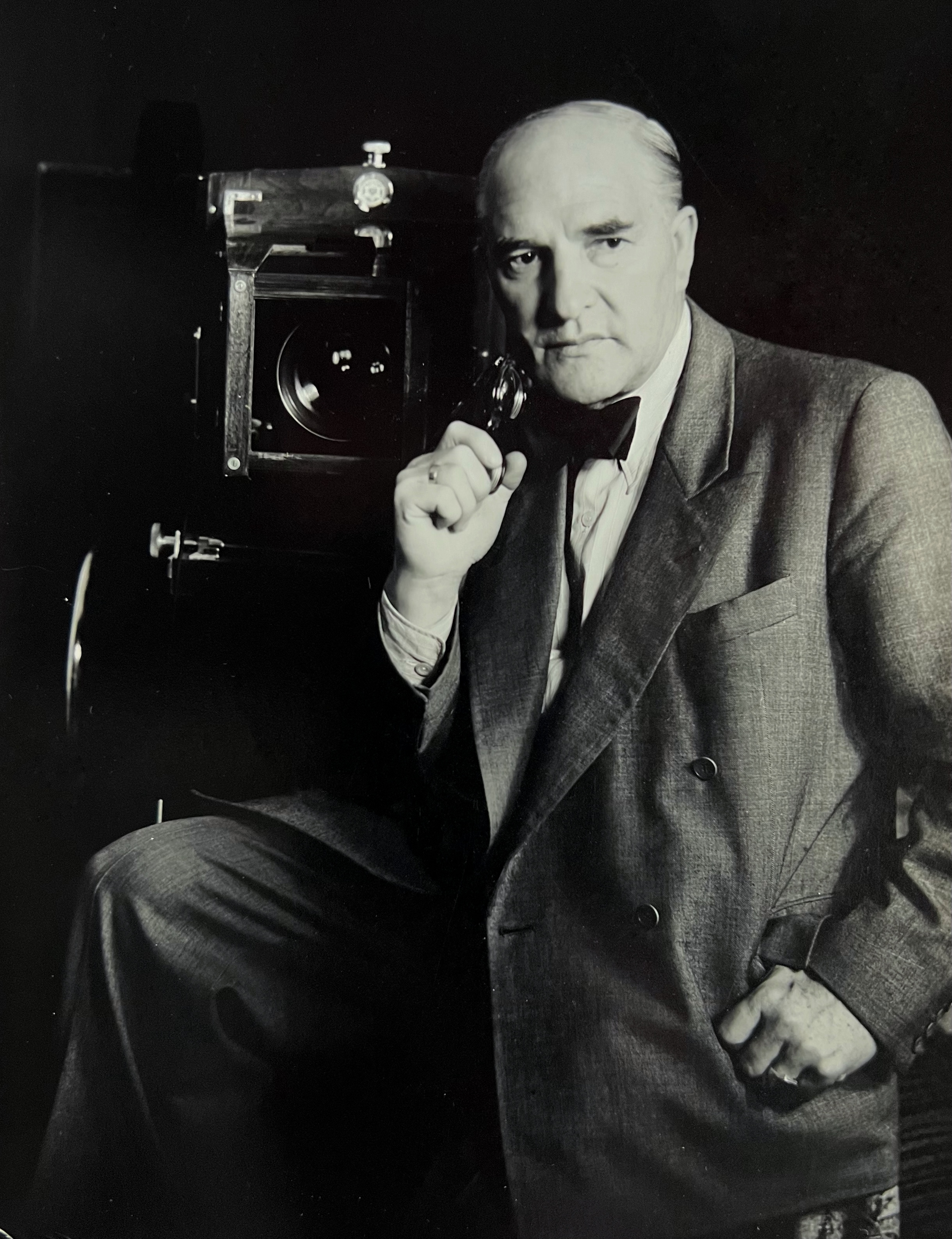
Anton Sahm (um 1960)

Anton Karl Sahm (* 10. August 1891 in Schaching, Landkreis Deggendorf; † 1968 in München) war ein deutscher Fotograf, der sich vor allem im Bereich der Porträtfotografie einen Namen machte.

## Leben und Werk
Anton Sahm wurde im Sommer 1891 in der damals noch eigenständigen niederbayerischen Gemeinde Schaching als Sohn des Kunstgärtners Max Sahm und dessen Ehefrau Theresia (geb. Bauer) geboren.
Wien, Budapest, Paris und München waren seine Ausbildungs- und Wirkungsstätten als Fotograf. In Wien absolvierte er eine langjährige Lehre bei Madame d’Ora. Ab 1913 war er selbstständig tätig.
Am 30. Juni 1915 heiratete Sahm in der Wiener Pfarrkirche Kaisermühlen die 19-jährige Charlotte Bénesi (* 17. Mai 1896 in Wien). Deren ältere Schwester Franziska (* 22. Oktober 1894 in Wien) heiratete dort am selben Tag den Fotografen Josef Rudolf Schöner, der wie Anton Sahm an der Adresse Schüttauplatz wohnte. Ob zwischen den nun verschwägerten Männern eine freundschaftliche Beziehung oder eine geschäftliche Kooperation bestand, ist nicht bekannt.
Den archivierten und öffentlich zugänglichen Kriegsstammrollen des Königreichs Bayern lässt sich unter anderem entnehmen, dass Sahm ab dem 1. Februar 1917 als Pionier der Luftstreitkräfte am Ersten Weltkrieg teilnahm und in der Luftbildabteilung („Lubia“) eine Ausbildung zum „Bildgehilfen“ erhalten hatte. Er wird in diesen Dokumenten als 1,63 m groß, blondhaarig und schnurrbärtig beschrieben. Mit seiner Ehefrau und zwei Kindern wohnte er zu jener Zeit an der Adresse Alserstraße 27 in der Wiener Josefstadt. Am 15. November 1918 wurde er aus dem Kriegsdienst entlassen.
In der Folge übersiedelte Sahm mit seiner Familie 1919 nach München und eröffnete in der Türkenstraße 6 ein im Laufe der Jahre sehr bekanntes und gefragtes Atelier für Porträt-, Mode-, Theater- und Aktfotografie. Anfangs firmierte er dort unter dem Namen Wiener Kunst-Salon, Photo- und farbige Bildnisse. Zu den von ihm fotografierten Persönlichkeiten, deren Porträts Sahm teilweise auch als Postkarten im eigenen Verlag veröffentlichte, zählen unter vielen anderen die Opernsängerinnen Felicie Hüni-Mihacsek, Fritzi Jokl, Anny van Kruyswyk und Nelly Merz, die Sänger Peter Anders und Alfred Jerger, die Dirigenten Karl Böhm und Paul Schmitz, der Komiker Karl Valentin, die Schriftsteller Hans Carossa und Max Brod, der Plakatkünstler Ludwig Hohlwein sowie Adolf Hitlers Geliebte und spätere Ehefrau Eva Braun.

Im Fachmagazin international photo technik wurden 1961 die Gründe für die besondere Qualität von Sahms Arbeiten aufgezeigt. Ein Foto zeigt Sahm während einer Sitzung mit dem spanischen Philosophen José Ortega y Gasset und auch das Porträt, das dabei entstand. Die schlichte Umgebung und kaum ein Requisit im Atelier erlaubten die volle Konzentration sowohl des Porträtierten als auch des Fotografen auf das gemeinsam geschaffene Bildnis. Sahms Arbeitsweise wird mit den Worten beschrieben: 

„Durch längere Sitzung und Unterhaltung mit dem temperamentvollen und humorbegabten Lichtbildner lösen sich auch Kamera-ungewohnte Menschen aus irgendwelchen Verkrampfungen. Dann erst drückt Sahm auf den Auslöser. Dabei entsteht das zeitlos wirkliche Bildnis.“

In dem mehrseitigen Artikel, der anlässlich seines 70. Geburtstags erschien, würdigte man das Lebenswerk des Fotografen mit folgenden Worten: 

„In München gehören seine Arbeiten beinahe schon zum kulturellen Bestand der Stadt. Hochadel, angestammte Finanz und Persönlichkeiten aus Kunst und Wirtschaft gehören zu den Auftraggebern des Ateliers Sahm. Man sucht dort eine Wiedergabe des Menschen, frei von schwankenden Auffassungen und modernistischen Tendenzen. Man sucht auch technisch das vollendete Bildnis. Alles dies findet man bei ihm in jener Vollkommenheit, die eine Fotografen-Persönlichkeit in langen Jahren geprägt hat.“

Anton Sahm starb 1968 in München. Im Folgejahr übernahm sein Sohn Walter das Fotoatelier.

## Werke in Sammlungen und Ausstellungen
Eine Auswahl von Sahms fotografischen Porträts aus den 1920er und 1930er Jahren befindet sich heute im Bildarchiv der Bayerischen Staatsbibliothek in München.
Das Suermondt-Ludwig-Museum in Aachen zeigte von Oktober 2017 bis Januar 2018 im Rahmen der Gruppenausstellung „Blicke, die bleiben“ rund 100 fotografische Porträts aus der „Sammlung Fricke“ aus der Zeit zwischen 1920 und 2017, darunter auch ein Werk von Anton Sahm. Im Katalog, der begleitend zur Ausstellung erschien, ist eine seiner Modefotografien aus dem Jahr 1925 ganzseitig abgebildet.